# Geronticus
Geronticus – rodzaj ptaków z rodziny ibisów (Threskiornithidae).

## Zasięg występowania
Rodzaj obejmuje gatunki występujące w Afryce, dawniej także na Bliskim Wschodzie.

## Morfologia
Długość ciała 70–80 cm, rozpiętość skrzydeł 125–135 cm; masa ciała samic 1350–1470 g, samców 1540 g. 

## Systematyka

### Etymologia
- Geronticus: gr. γεροντικως gerontikōs „jak starzec” (tzn. łysy), od γερων gerōn, γεροντος gerontos „starzec”[5].
- Comatibis: łac. comatus „włochaty”, od coma „włosy na głowie”, od gr. κομη komē hair; ibis, ibidis „ibis”, od gr. ιβις ibis, ιβιδος ibidos „ibis”[6]. Gatunek typowy: Ibis comatus Ehrenberg, 1825 (= Upupa eremita Linnaeus, 1758).

### Podział systematyczny
Do rodzaju należą następujące gatunki:
- Geronticus eremita (Linnaeus, 1758) – ibis grzywiasty
- Geronticus calvus (Boddaert, 1783) – ibis łysy

oraz wymarłe:
- Geronticus perplexus[8] A. Milne-Edwards, 1869
- Geronticus apelex[9] Olson, 1985
- Geronticus balcanicus[10][11] Boev, 1998